# Aïda Imanguliyeva
Aïda Imanguliyeva (en azéri:Aida Nəsir qızı İmanquliyeva;née le 10 octobre 1939 à Bakou, Azerbaïdjan et morte le 19 septembre 1992 à Bakou) est une orientaliste, critique littéraire et traductrice azérie, membre de l'Union des écrivains d'Azerbaïdjan depuis 1981, docteur en sciences philologiques (1987).

## Biographie
Aïda Imanguliyeva est née dans une famille d'intellectuels . Elle obtient la Médaille d'or de diplôme d'études secondaires et continue ses études à la section de la langue arabe de la Faculté des études orientales à l'université d'État d'Azerbaïdjan (1957-1962). En 1966, elle obtient le diplôme de l'Institut d'études orientales de l'Académie des sciences à Moscou et commence à travailler comme chercheur junior à l'Institut des peuples du Proche et du Moyen-Orient à l'Académie des sciences d'Azerbaïdjan.

## Parcours professionnel
En 1966-1976 Aïda Imanguliyeva est chercheur principal et chef du département de philologie arabe (1976-1988). Puis elle est Directeur adjoint de l'Institut pour la science (1988-1991). Depuis 1991, A. Imanguliyeva occupe le poste de directeur du même institut.

## Activité scientifique
Le premier article imprimé intitulé Mikhail Nuayma et la littérature russe avancée du XIXe siècle est publié dans la revue Azerbaïdjan (1964, N 12). Elle traduit plusieurs œuvres  de l'écrivain libanais M. Nuayma de l'arabe au russe et les publie dans la revue Vostochny Almanac (Moscou, 1979, édition VU). Des articles sur les questions d'actualité de la littérature arabe moderne et des relations littéraires russo-arabes sont régulièrement publiés dans des périodiques - collections et revues scientifiques. Elle est compilateur et rédacteur en chef du recueil Questions de philologie arabe publié par l'Institut d'études orientales de l'Académie des sciences d'Azerbaïdjan (1971-1973-1979-1981). Elle publie Les Poètes orientaux sur Lénine et le pays soviétique (1970), Le Grand Octobre et la lutte de libération nationale des peuples orientaux (1977), L'Azerbaïdjan soviétique et l'Orient-Orient (1980), La Lutte pour le progrès et la justice sociale dans la littérature moderne du Moyen-Orient, Problème (1982), Enjeux du mouvement de libération nationale au Moyen-Orient (1985), Enjeux de philologie orientale (1986-1987), La Littérature des peuples du Moyen-Orient dans la lutte contre l'impérialisme (1987), Les Problèmes de l'Extrême-Orient: histoire et modernité (1988), Tradition et innovation dans la littérature orientale (1988). Elle est membre du comité de rédaction, auteur et éditeur des recueils d'articles.